# Holy Land
Albums de Angra
Evil Warning
(1994) Freedom Call
(1996)
Holy Land est un album-concept de metal progressif du groupe brésilien Angra. Son thème principal est le Brésil au XVIe siècle, illustré par la vieille carte sur la pochette. Ses textes parlent de l'espoir, de la peur de l'inconnu, de la soif d'aventure, des désillusions des colons, et de la mer. Cet album contient des influences brésiliennes, indigènes et folkloriques, ainsi que des influences classiques pour symboliser les colons européens.

## Liste des morceaux
1. "Crossing" – 1:56
2. "Nothing to Say" – 6:22
3. "Silence and Distance" – 5:35
4. "Carolina IV" – 10:36
5. "Holy Land" – 6:26
6. "The Shaman" – 5:24
7. "Make Believe" – 5:53
8. "Z.I.T.O" – 6:04
9. "Deep Blue" – 5:49
10. "Lullaby For Lucifer" – 2:40

CD bonus 'Live  Acoustic at FNAC'
1. "Angels Cry" - 9:53
2. "Chega de Saudade" (Tom Jobim & Vinicius de Moraes) - 2:54
3. "Never Understand" - 6:25

Avec Andre Matos à l'accordéon !

## Formation
- Andre Matos- Chant, piano, claviers, orgue
- Kiko Loureiro - Guitare
- Rafael Bittencourt - Guitare
- Luís Mariutti - Basse
- Ricardo Confessori - Batterie

## Musiciens additionnels
- Sascha Paeth - Programmation des claviers
- Tuto Ferraz - congas, djembe, timbales, claves, triangles, toms
- Castora - effets de percussions, effets vocaux, whistles, tambourin
- Pixu Flores - berimbau
- Ricardo Kubala - violon
- Paulo Bento - flûtes
- Ben Bischoff - didgeridoo

Chœurs : Celeste Gattai (soprano), Monica Thiele (alto), Andre Matos (tenor), Reginaldo Gomes (basse)